# Old MacDonald Had a Farm
Old MacDonald Had a Farm è una celebre filastrocca per bambini.
La prima versione conosciuta del brano secondo il Traditional Ballad Index è quella riportata nel libro "Tommy's Tunes" del 1917, una raccolta di canzoni della prima guerra mondiale a cura di F. T. Nettleingham. In questo libro la filastrocca è riportata con il titolo "Ohio (Old Macdougal Had a Farm)", e ha un testo molto simile anche se con un ritornello leggermente differente.
Old Macdougal had a farm in Ohio-i-o,
And on that farm he had some dogs in Ohio-i-o,
With a bow-wow here, and a bow-wow there,
Here a bow, there a wow, everywhere a bow-wow.
La prima incisione ufficiale del brano con il titolo e il testo attuale è del Sam Patterson Trio, pubblicata dall'etichetta discografica Edison nel 1925. A questa fecero seguito la versione di Gid Tanner & His Skillet Lickers, (Columbia Records, 1927) e "McDonald's Farm" dei Warren Caplinger's Cumberland Mountain Entertainers (Brunswick Records, 1928). Il nuovo testo del brano, che da qui in poi diventerà quello standard è il seguente:
Old MacDonald had a farm, EE-I-EE-I-O,
And on that farm he had a [nome animale], EE-I-EE-I-O,
With a [verso animale 2 volte] here and a [verso animale 2 volte] there
Here a [verso animale], there a [verso animale], everywhere a [verso animale 2 volte]
Old MacDonald had a farm, EE-I-EE-I-O.
In seguito altre versioni del brano sono state registrate da numerosi autori fra cui ricordiamo: Frank Sinatra (Capitol, 1960), Harry Connick Jr., Elvis Presley (nel film Fermi tutti, cominciamo daccapo!), Nat King Cole, Ella Fitzgerald (nell'album Whisper Not del 1967), Flatt & Scruggs, The Three Stooges, Sesame Street, Gene Autry, The Kelly Family e Nikki Yanofsky..

## La versione in italiano

Il Quartetto Cetra

La canzone diviene popolare in Italia nel 1949, quando il Quartetto Cetra pubblicò la versione tradotta Nella vecchia fattoria sul 78 giri Nella vecchia fattoria/La lampada di Aladino. Il brano è un adattamento in lingua italiana, opera di Giovanni Giacobetti per il testo e di Gorni Kramer e Virgilio Savona per musica, del canto popolare inglese Old MacDonald Had a Farm del 1706. A differenza dell'originale, nella versione italiana ogni strofa si alza di un semitono rispetto alla precedente.
La canzone è stata interpretata successivamente dal Piccolo Coro dell'Antoniano.
La versione classica del Quartetto Cetra fu usata anche come sigla dell'omonima trasmissione condotta da Giorgio Celli e andata in onda su Rai 3 dal 17 giugno al 2 settembre 1991.

## Altre traduzioni
La canzone è stata tradotta nelle principali lingue ed è stata di volta in volta adattata per rispettare la metrica della canzone e le diverse culture a cui si rivolge. Di seguito sono riportate alcune versioni:
- In francese è intitolata La Ferme à Maturin (La fattoria di Maturin)[6].
- In spagnolo è intitolata En la granja de Pepito[7] o En la vieja factoría[8].
- In ucraino è intitolata Nonno Ivan ha la mucca  (Did Ivan korovu maie)
- In tedesco è intitolata Old McDonald hat ne Farm.
- In portoghese esistono diverse versioni. La più famosa è Na quinta do tio Manel (Nella fattoria di zio Manel), ma sono diffuse anche le varianti Seu Lobato tinha um sítio e O velho McDonald tinha uma fazenda.
- In danese è intitolata Jens Hansen havde en bondegård (Jens Hansen ha una fattoria).
- In svedese è intitolata Per Olsson hade en bonnagård (Per Olsson ha una fattoria).
- In finlandese è intitolata Piippolan vaari (Nonno di Piippola).
- In serbo è intitolata Svako jutro jedno jaje organizmu snagu daje (Un uovo al giorno dona forza all'organismo o Deda Mile ima farm (nonno Mile ha una fattoria)).
- In sloveno è intitolata Na kmetiji je lepo (In fattoria è meraviglioso).
- In turco è intitolata Ali Baba'nın Bir Çiftliği Var (Ali Baba ha una fattoria)
- In Arabo egiziano è intitolata جدو على (Geddo Ali) (Nonno Ali).
- In ebraico è intitolata לדוד משה הייתה חווה (LaDod Moshe hayta hava) (Zio Moshe ha una fattoria).
- In cinese esistono diverse versioni della canzone, ma la più popolare è 王老先生有块地 (Wáng lǎo xiānshēng yǒu kuài dì) (Il vecchio Mr. Wang ha della terra).
- In giapponese è intitolata ゆかいな牧場 (Yukai-na Makiba) (La fattoria felice), e i proprietari degli animali sono chiamati Ichiro, Jiro e Saburo.
- In gallese è intitolata Fferm tadcu (La fattoria del nonno).[9]